# 天沙羽恵美
天沙羽 恵美（あまさわ めぐみ 1973年4月23日-）は、日本の女性声優。アスクマネージメント所属。長野県出身。

## 出演作品

### テレビアニメ
- あたしンち
- ご姉弟物語（原田）
- キム・ポッシブル
- 忍たま乱太郎

### 吹き替え
- ある公爵夫人の生涯
- ガリバー旅行記
- 禁断の関係〜愛と憎しみのブーケ〜
- ストップ・ロス/戦火の逃亡者
- スレッシュホール 〜The Last Plan〜
- ドクター・ドリトル4
- ナイト&デイ
- バチェラー・パーティ2 最後の貞操ウォーズ
- ベイビーママ
- ラスベガスをぶっつぶせ
- 私はラブ・リーガル

### ナレーション
- 資生堂 マキアージュ（スポットCMナレーション）
- マルエツ（キャンペーンCMナレーション）
- ミュージカル「Swing」（スポットCMナレーション）

### ボイスオーバー
- サンデースクランブル
- スーパーJチャンネル
- スーパーモーニング
- ワイド!スクランブル